# Торрацца-Пьемонте
Торрацца-Пьемонте (итал. Torrazza Piemonte) — коммуна в Италии, располагается в регионе Пьемонт, в провинции Турин.
Население составляет 2373 человека (2008 г.), плотность населения составляет 264 чел./км². Занимает площадь 9 км². Почтовый индекс — 10037. Телефонный код — 011.
Покровителем коммуны почитается святой апостол Иаков Старший, празднование 25 июля.

## Демография
Динамика населения:

## Администрация коммуны
- Официальный сайт: